# Huta-Zełenyćka
Huta-Zełenyćka (ukr. Гута-Зеленицька) – wieś na Ukrainie, w obwodzie żytomierskim, w rejonie emilczyńskim. W 2001 roku liczyła 62 mieszkańców.